# 中華人民共和國香港特別行政區簽證身份書
中華人民共和國香港特別行政區簽證身份書（英语：Document of Identity for Visa Purposes,Hong Kong Special Administrative Region,People's Republic of China，簡稱DI），是由聯合出版集團旗下中華商務安全印務負責製作供香港入境事務處簽發的旅行證件。主要簽發對象為無法取得任何其他國家或地區的護照或旅行證件的香港居民，當中大多數是從中國內地持單程證來港而未取得香港居留權的人士，也有部分為父母雙方或其中一方不是中國公民的非華裔人士。入境事務處在2020年共簽發了16,181本簽證身份書。

## 歷史
中國內地人士來港定居後， 其戶籍及護照會被註銷，而獲確認為難民的人士亦須將其護照呈交入境事務處, 故有必要向這兩類人士發出另類證件供其出外旅行之用。
1979年11月15日，入境處開始簽發簽證身份書給中國新移民使用，以取代此前由非官方機構發出的「身份陳述書」。1991年10月7日起，所有來自中國的新移民可申請簽證身份書。
截至香港主權移交前，簽證身份書與身份證明書都是由人民入境事務處簽發給沒有資格申領英國屬土公民護照或英國國民（海外）護照，又未持有由其他國家發出護照的人士，供他們作為國際旅遊的證件，但兩者的分別是，簽證身份書的使用者是仍未連續合法居港滿7年而未有香港居留權，香港身份證明書的持有人是香港永久性居民但未歸化為英國屬土公民。
香港主權移交後，由於香港身份證明書的持有人應當同時持有香港永久性居民身份證，大部分都符合資格申領香港特區護照，香港身份證明書因此自1997年7月1日起不再簽發。簽證身份書仍有須要繼續簽發，主要供未取得香港永久性居民身份證，又或是非中國籍，不能申請香港特區護照的人士，如他們無法取得任何國家的護照或旅行證件，可申領簽證身份書作國際旅遊證件。

2007年2月5日，隨著入境事務處开始簽發香港特區電子護照，電子簽證身份書也在同一天開始簽發。所用技術與特區電子護照相同，都藏有非接觸式芯片以及激光防偽技術。

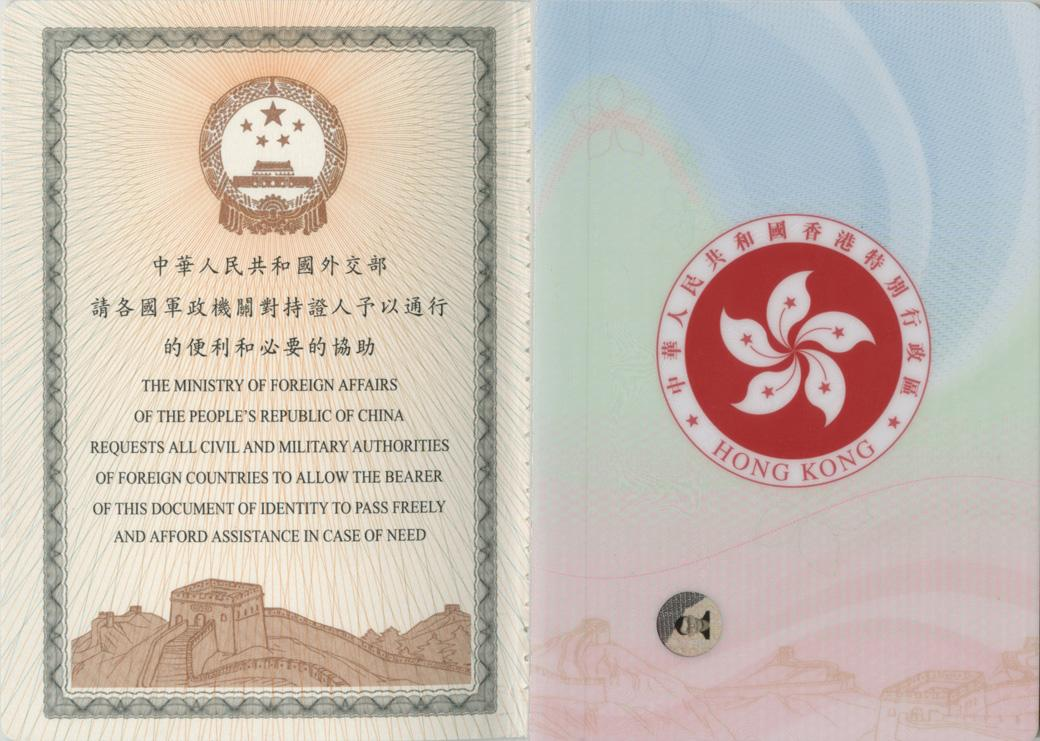
2019年版簽證身份書請求頁

2019年5月14日，入境事務處開始簽發第四代香港特區護照以及新版的簽證身份書。新版的簽證身份書與特區護照一樣依然延續國際民航組織的電子旅行證件標準嵌入非接觸式芯片，同時再加入最少八項新的防偽特徵，其樣式改變和特區護照基本相同。

## 申請資格
具有下列条件之一者可以申请签证身份书：
- 已獲准在香港有逗留期限居留，但無法取得任何國家的護照或其他地區的旅行證件的人士；
- 已獲准在香港不受條件限制居留，但無法取得任何國家的護照或其他地區的旅行證件的人士；
- 已取得香港居留權及持有香港永久性居民身份證，但無法取得任何國家的護照或其他地區的旅行證件的非中國籍人士。

## 身份書樣式和印製工藝
香港特別行政區簽證身份書規格為 125 × 88 毫米（mm）（ISO 7810 ID-3），分44頁型和92頁型兩種。簽證身份書使用中文繁體字和英文兩種文字，封面為深黃色軟皮，印有中華人民共和國國徽的燙金圖案和簽證身份書中、英文全稱的燙金文字。簽證身份書封面內頁為「請求頁」：
中華人民共和國外交部請各國軍政機關對持證人予以通行的便利和必要的協助
THE MINISTRY OF FOREIGN AFFAIRS OF THE PEOPLE'S REPUBLIC OF CHINA REQUESTS ALL CIVIL AND MILITARY AUTHORITIES OF FOREIGN COUNTRIES TO ALLOW THE BEARER OF THIS DOCUMENT OF IDENTITY TO PASS FREELY AND AFFORD ASSISTANCE IN CASE OF NEED
持證人的資料及相片，使用激光刻蝕技術刻寫在個人資料頁上。個人資料頁采用電腦可讀形式，簽證身份書機讀區設在個人資料頁下方。個人資料頁各欄目的填寫方式為：

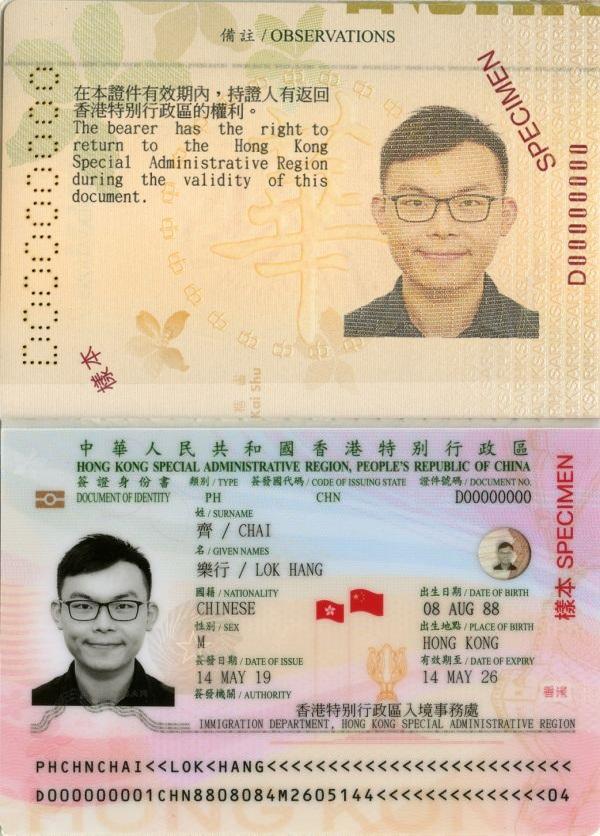
2019年版簽證身份書個人資料頁

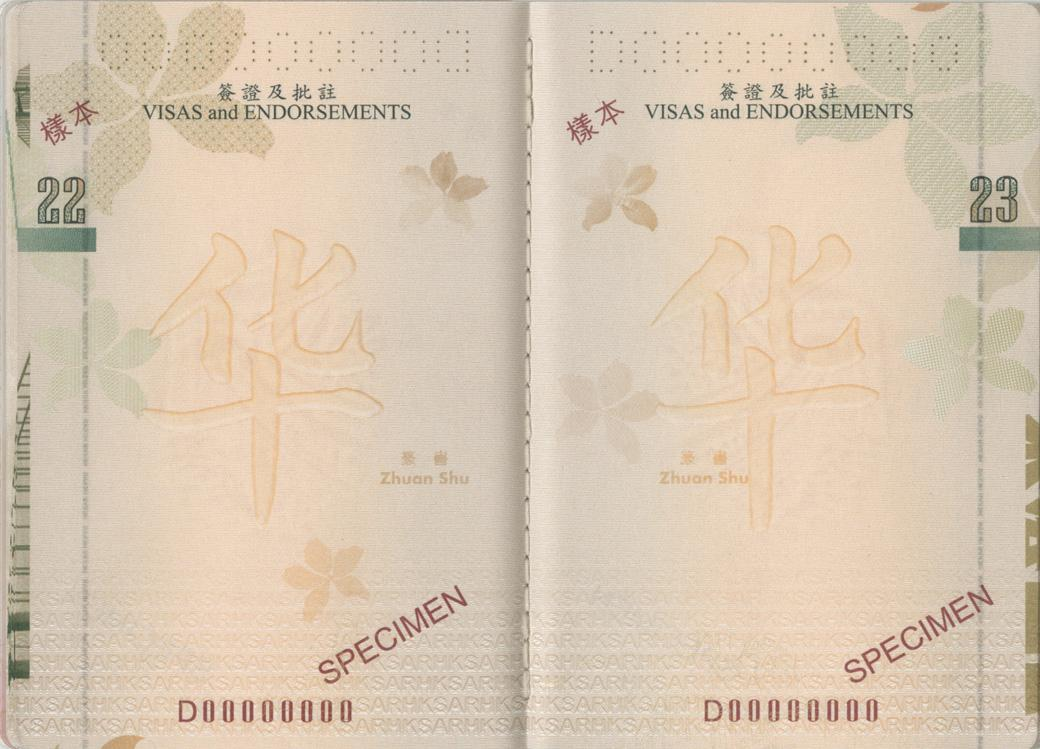
2019年版簽證身份書及批註頁

- 「類別／Type」：「PH」（預印字樣）、「簽發國代碼／Code of Issuing State」：「CHN」（預印字樣）及「證件號碼／Document No.」
- 「姓／Surname」、「名／Given names」（上下各兩行，先中文後英文）
- 「國籍／Nationality」：
- 「出生日期／Date of birth」、「簽發日期／Date of issue」和「有效期至／Date of expiry」三項，按：日、月、年（日期及年份為2位數；月份以英文字母3位元表示）
- 「性別／Sex」：使用英文縮寫，男為「M」，女為「F」
- 「出生地點／Place of Birth」：
  - 持證人若在香港出生的，以英文「HONG KONG」表示，在澳門出生的，則以葡萄牙文「MACAU」表示；在中國內地出生，以省級行政區名稱的漢語拼音表示；
  - 持證人若在外國出生，則寫上英文國名。如馬來西亞出生則為MALAYSIA，美國出生則為USA。（入境事務處處長可應要求以地名取代國名，如加拿大溫哥華出生則為VANCOUVER）[8]
- 「簽發機關／Authority」：「香港特別行政區入境事務處」與「IMMIGRATION DEPARTMENT, HONG KONG SPECIAL ADMINISTRATIVE REGION」

### 備註及說明
身份書的備註頁上，印上由持照人英文姓名微縮字組成的持證人相片。由中國駐外國的外交代表機關、領事機關和外交部授權的其他駐外機關簽發的簽證身份書，備註頁上也有适当加注。

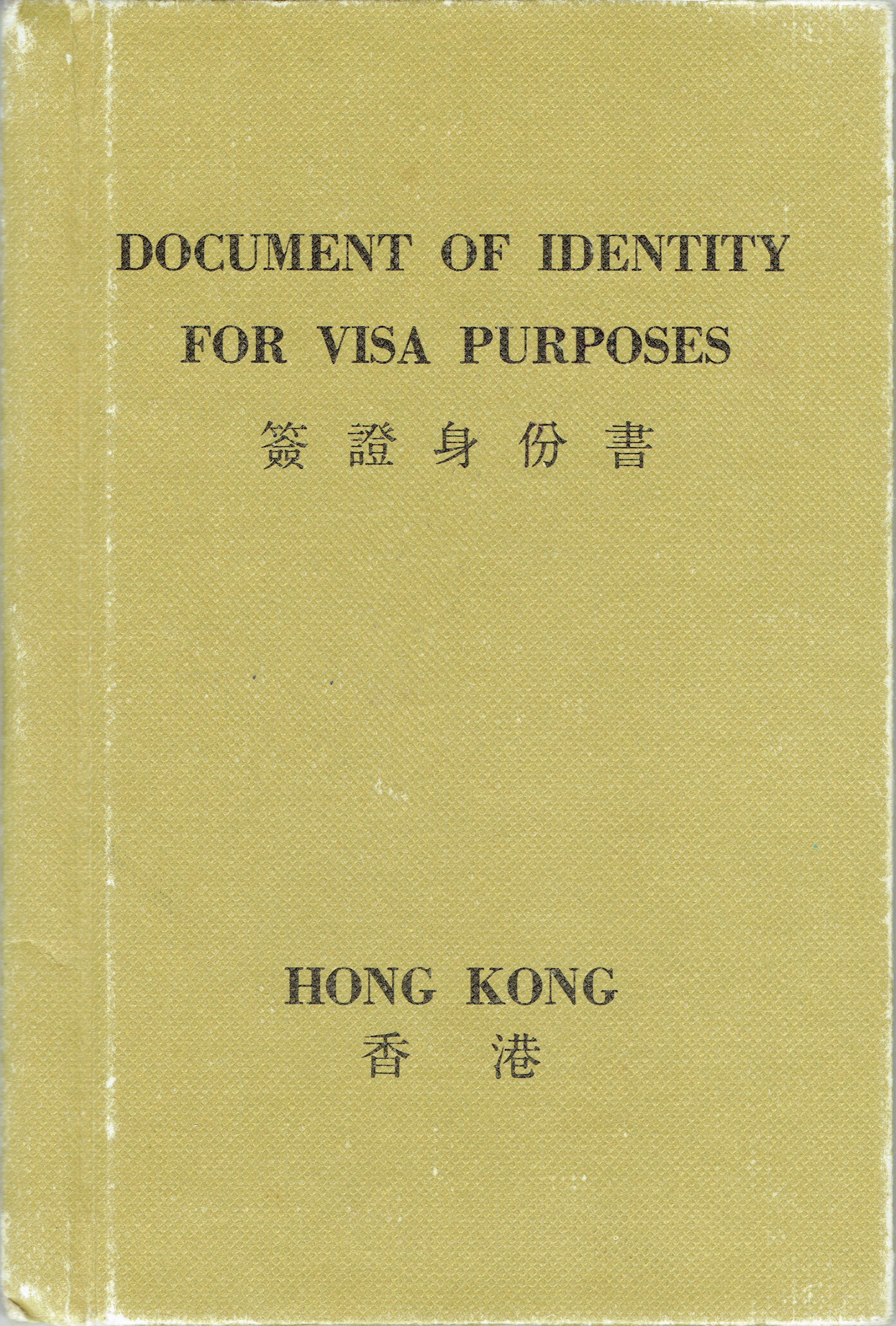
1979年版香港簽證身分書，由港英政府簽發

身份書的說明頁上，預印以下文字：
| 一、本簽證身份書的簽發、換發、補發、及加注由中華人民共和國香港特別行政區政府入境事務處、中華人民共和國駐外國的外交代表機關、領事機關和外交部授權的其他駐外機關辦理。 二、按照備註頁上簽注的規定，本證件持有人有返回香港特別行政區的權利。 三、除另有註明外，本身份書有效期爲七年。本身份書期滿或身份書簽證及批註頁用完，須換領新身份書。 四、本身份書爲重要身份證件，應妥爲保存使用，不得損毀、塗改、轉讓。身份書遺失或損毀應立即向最近的身份書簽發機關和當地警察或公安機關報告。 五、簽證身份書持有人如另行領得護照或其他旅行證件，則本身份書通常將予註銷。身份書持有人倘在香港以外之地方定居，須向該地之主管當局另外申領旅行證件。 六、簽證身份書持有人擬前往任何國家旅遊時，理宜事先領取簽證。 |

## 簽證待遇
香港簽證身份書與香港特區護照不同，簽證身份書几乎不赋予持证人免簽證入境待遇。
簽證身份書主要是作為申請外國簽證的證件，但有个别国家并不承认签证身份书作为旅游证件。如阿拉伯聯合酋長國不承認香港簽證身份書為旅遊證件，不能使用該證件申辦簽證。
| 國家   | 停留期 | 备注 |
| ------ | ------ | --- |
| 新加坡 | 96小时 | 过境免签证便利（Visa-Free Transit Facility）。须持有有效 美国、 加拿大、 申根、 英国、 日本、 或 新西兰签证并以海路或空路离境（入境方式无要求）前往第三国，并持有相应船（机）票，可停留96小时。若所持发达国家签证为单次签证且已经使用过，则必须从该国直接前往新加坡，且最终目的地为中国。若所持发达国家签证为长期签证，则入境新加坡时该签证剩余有效期至少有1个月。 |

## 外部連結
- 香港政府一站通：香港特別行政區簽證身份書（页面存档备份，存于）